# Rougé
Rougé (bretonisch: Ruzieg; Gallo: Rojaé) ist eine französische Gemeinde mit 2.152 Einwohnern (Stand: 1. Januar 2022) im Département Loire-Atlantique in der Region Pays de la Loire; sie gehört zum Arrondissement Châteaubriant-Ancenis und ist Teil des Kantons Châteaubriant. Die Einwohner werden Rougéens genannt.

## Geografie
Rougé liegt etwa 39 Kilometer südsüdöstlich von Rennes und etwa 63 Kilometer nördlich von Nantes am Fluss Brutz. Umgeben wird Rougé von den Nachbargemeinden Soulvache im Norden, Fercé im Nordosten, Noyal-sur-Brutz im Osten, Soudan im Südosten, Châteaubriant im Süden, Saint-Aubin-des-Châteaux im Südwesten, Ruffigné im Westen sowie Teillay im Nordwesten.
Durch die Gemeinde führt die frühere Route nationale 163 (D163) und die ehemalige Bahnstrecke Châteaubriant–Ploërmel.

## Bevölkerungsentwicklung
| Jahr      | 1962 | 1968 | 1975 | 1982 | 1990 | 1999 | 2006 | 2017 |
| Einwohner | 2011 | 1995 | 1982 | 2055 | 2167 | 2141 | 2262 | 2230 |

## Sehenswürdigkeiten
- Kirche Saint-Pierre-et-Saint-Paul
- Reste des Schlosses Le Rouvre

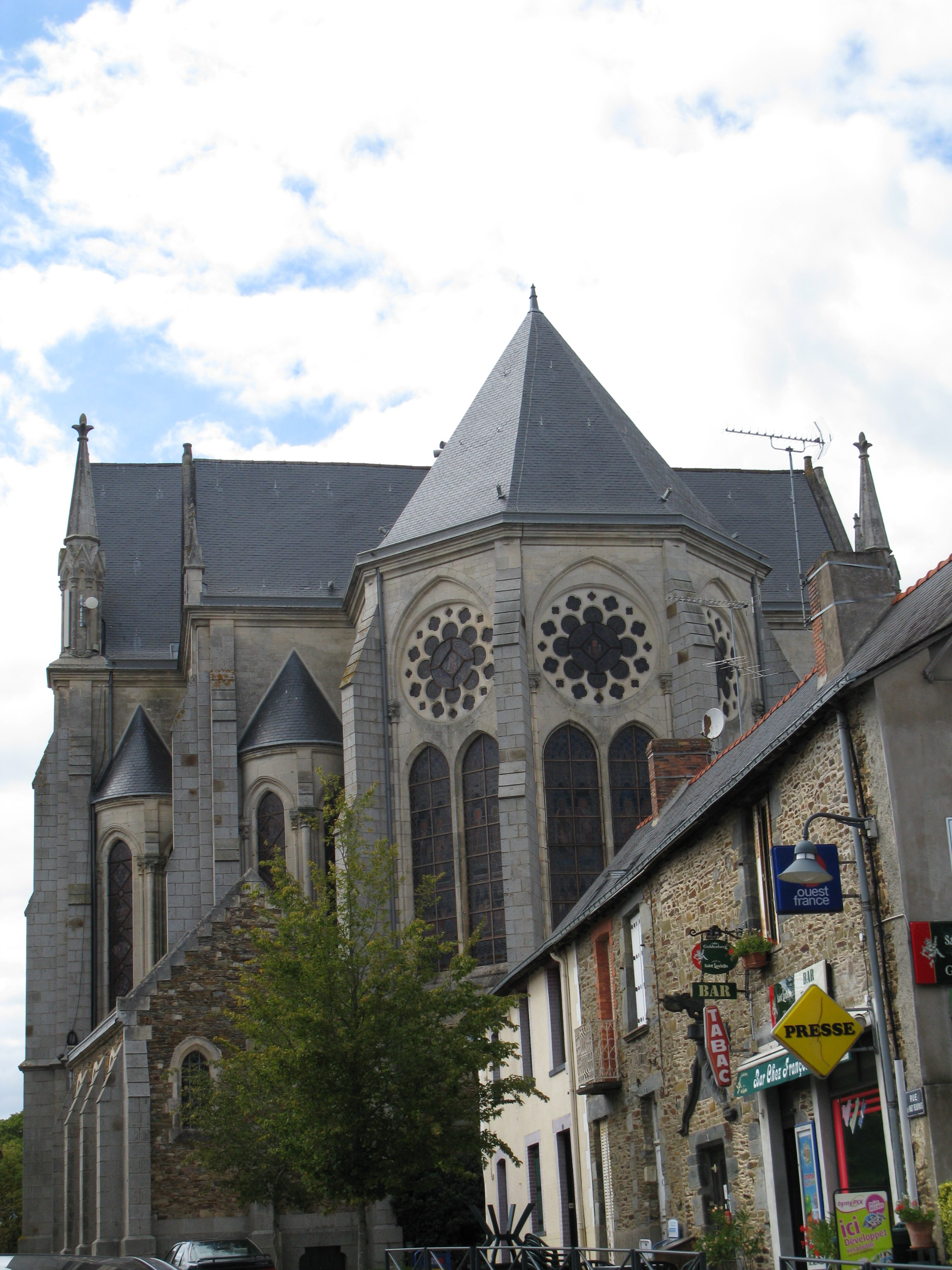
Kirche Saint-Pierre-et-Saint-Paul

- Herrenhäuser Chamballan, Orgeraie und Beauvais (jeweils aus dem 16. Jahrhundert)